# 爆弾男 (ゲーム)
『爆弾男』（ばくだんおとこ）は1983年に有限会社ハドソンが発売したパソコン用ゲームソフト。MSXでは『ボンバーマン』の名前で発売された。

## 概要
ボンバーマンシリーズの原型となった作品。主人公は迷路に閉じ込められた作業服を着た人間で、ザコキャラは表情が変化するふうせんおばけのみで、倒した時の表情によって得点が異なる。なお、アイテムやドアを爆破するとふうせんおばけが出てくる。
MZ-700ではピクセル単位の表示が出来ておらず、主人公やザコキャラ等のグラフィックが簡略化されている。
バージョンによっては、ステージ番号が4の倍数のときに「BOMB AUTO SETTING STAGE」（自動的に爆弾がセットされるステージ）に変化するものもある。

## 『ボンバーマンシリーズ』との内容の相違
ボンバーマンシリーズ、及びその元祖であるファミリーコンピュータ版『ボンバーマン』は本作のゲーム性のみを参考につつ、キャラクターや世界観を一新して作られたゲーム作品・シリーズである。また、それと同時にゲーム性そのものにも多くの変化がもたらされており、ゲーム内容にも相違点が多い。以下、基本的にボンバーマンシリーズにはない本作の特徴をいくつか列挙する。
- 先述の通り主人公は「迷路に閉じ込められた作業服を着た人間」であるため、世界観や登場キャラクターが異なる。ボンバーマンシリーズ内にも世界観が統一されていない作品はあるが、本作はビジュアル自体がボンバーマンシリーズとまったく関連性のないものになっている。
- プレイヤーの立ち位置が半マス単位で管理されており、半マスずれたところにも爆弾を置くことができる（結果的に爆弾が設置できるマスとプレイヤーの立ち位置が完全に一致する作りとなっている）。それに伴い、爆風もマスから半分ずれる現象が発生する。また、ソフトブロックに爆風を半マスずらして当てるとソフトブロックが半壊した状態となり、半壊したソフトブロックに爆風を当てると爆風がソフトブロックを貫通して届く。
- 「ファイアー」や「ボムアップ」、「リモコン」といったボンバーマンシリーズに登場するパワーアップアイテムは一切登場しない。その代わり、プレイヤーの爆弾数が5、火力がキャラ2マス分、移動速度がやや速い状態で常に固定されている（FM-7版など、環境によってはゲームの進行速度ゆえにキャラが遅くなってしまう場合もある）。
- プレイヤーも敵も常に爆弾をすり抜けることができる。そのため、爆弾で敵を閉じ込めたり、通行止めにしたりすることは不可能となる。また、自分を爆弾で閉じ込め、身動きが取れなくなってしまう状況ももちろん起こり得ない。
- 敵をすべて倒すだけで自動的にステージクリアとなる。ドアは敵の数に関わりなく、ステージを脱出する目的で使用する（あくまでステージをクリアしたことにはならない）。また、ドアに爆風を当てるとドア自体が消滅してしまう。

## 主なスタッフ
- PROGRAM：田中裕二(Yuuji Tanaka)
- GRAPHICS：田中裕二(Yuuji Tanaka)